# Erdemunda Sofia da Saxónia
Erdemunda Sofia da Saxónia (25 de Fevereiro de 1644 - 22 de Junho de 1670) foi uma marquesa de Brandemburgo-Bayreuth, um pequeno estado alemão governado por um ramo cadete da família Hohenzollern.

## Família e origens
Erdemunda era a segunda filha do príncipe-eleitor João Jorge II da Saxónia e da sua esposa, a princesa Madalena Sibila de Brandemburgo-Bayreuth, filha do marquês Cristiano de Brandemburgo-Bayreuth e da princesa Maria da Prússia. Teve uma irmã mais velha, Sibila, que morreu com apenas alguns meses de idade antes de ela nascer, e um irmão mais novo, o príncipe-eleitor João Jorge III da Saxónia, pai do futuro rei Augusto II da Polónia.
Ao contrário de outras princesas e mulheres da época, Erdemunda recebeu uma atenção cuidadosa e completa e, aos dez anos de idade, já compunha hinos e escrevia obras sobre história constitucional e eclesiástica.

## Casamento e vida em Bayreuth
A 29 de Outubro de 1662, Erdemunda Sofia casou-se em Dresden com o seu primo direito, o marquês Cristiano Ernesto de Brandemburgo-Bayreuth, numa cerimónia sumptuosa. Para a ocasião foram escritas a comédia musical "Sophia" de Siegmund von Birken e a ópera "Il Paride", de Giovanni Angelini Andrea Bontempi.
Em Bayreuth, Erdemunda dedicou-se amplamente a estudos científicos e promoveu o estabelecimento de um "grupo de história". O seu romance de estréia, "Handlung von der Welt Alter, des Heiligen römischen Reichs Standen, und derselben Beschaffenheit", é considerada uma das primeiras obras do Iluminismo.

## Morte e legado
Erdemunda morreu com apenas 26 anos de idade de uma doença metabólica e foi sepultada na igreja paroquial da Santíssima Trindade em Bayreuth. Não teve filhos do seu casamento de seis anos com Cristiano Ernesto. O seu marido viria a casar-se mais duas vezes, primeiro com a princesa Sofia Luísa de Württemberg-Winnental em 1671, apenas oito meses depois da sua morte, e, após a morte dela em 1702, com a princesa Isabel Sofia de Brandemburgo, filha do príncipe-eleitor Frederico Guilherme de Brandemburgo.
O castelo Sophienberg, que foi construído entre 1663 e 1668 para ser a sua residência oficial, recebeu o nome em sua honra.

## Genealogia
| Erdemunda Sofia da Saxónia | Pai: João Jorge II da Saxônia                 | Avô paterno: João Jorge I, Eleitor da Saxônia                    | Bisavô paterno: Cristiano I, Eleitor da Saxônia     |
| Erdemunda Sofia da Saxónia | Pai: João Jorge II da Saxônia                 | Avô paterno: João Jorge I, Eleitor da Saxônia                    | Bisavó paterna: Sofia de Brandemburgo               |
| Erdemunda Sofia da Saxónia | Pai: João Jorge II da Saxônia                 | Avó paterna: Madalena Sibila da Prússia                          | Bisavô paterno: Alberto Frederico, Duque da Prússia |
| Erdemunda Sofia da Saxónia | Pai: João Jorge II da Saxônia                 | Avó paterna: Madalena Sibila da Prússia                          | Bisavó paterna: Maria Leonor de Cleves              |
| Erdemunda Sofia da Saxónia | Mãe: Madalena Sibila de Brandemburgo-Bayreuth | Avô materno: Cristiano, Marquês de Brandemburgo-Bayreuth         | Bisavô materno: João Jorge, Eleitor de Brandemburgo |
| Erdemunda Sofia da Saxónia | Mãe: Madalena Sibila de Brandemburgo-Bayreuth | Avô materno: Cristiano, Marquês de Brandemburgo-Bayreuth         | Bisavó materna: Isabel de Anhalt-Zerbst             |
| Erdemunda Sofia da Saxónia | Mãe: Madalena Sibila de Brandemburgo-Bayreuth | Avó materna: Maria da Prússia, Marquesa de Brandemburgo-Bayreuth | Bisavô materno: Alberto Frederico, Duque da Prússia |
| Erdemunda Sofia da Saxónia | Mãe: Madalena Sibila de Brandemburgo-Bayreuth | Avó materna: Maria da Prússia, Marquesa de Brandemburgo-Bayreuth | Bisavó materna: Maria Leonor de Cleves              |